# Редудантан низ независне меморије
RAIM или редудантан низ независне меморије (енгл. redundant array of independent memory) је дизајнерска одлика одређених рачунарских главних меморија. RAIM користи додатне меморијске модуле и стрипинг алгоритме да би заштито од грешке било ког модула и да би одржавао меморијски систем како би он функционисао непрекидно. RAIM је сличан RAID концепту, који штити од неуспеха диска, али у овом случају, код меморије, он одржава неколико DRAM уређаја и не дозвољава неуспехе мемројиских канала. RAIM је много више робустан од провере парности и од ECC memory технологије (енгл. Error-correcting code memory) који не могу да штите од многих сорти меморијских неуспеха.
Дана 22. јула 2010, IBM је представио zEnterprise 196, први рачунарски сервер који је имао RAIM. Свака z196 машина садржи и до 3 TB RAIM-заштићене главне меморије. У 2011. је уведен модел z114 бизнис класе који такође подржава RAIM. Формална најава понудила је неке додатне информације у вези модела:
[...] IBM-ов највећи систем за исправљање робустних грешака до данас се може наћи у меморијском подсистему. Нова RAIM технологија се уводи да обезбеди заштиту на DRAM-у, DIMM-у, и на нивоу меморијских канала. Три пуна DRAM неуспеха на рангу се могу кориговати. Грешке нивоа DIMM, укључујући компоненте, као што су ASIC, регулатори снаге, генератори такта и табеле, се могу кориговати. Грешке меморијских канала, као што су сигналне линије и контролне линије, и драјвери/пријемници на MCM-у се могу кориговати. Узводни и низводни сигнали података могу бити поштеђени користећи две резервне жице на оба узводно и низводно пута. Један од тих сигнала може да се користи да поштеди линију сигналног генератора такта (један узводно и један низводно). Заједно, ова побољшања су дизајнирана да дају најотпорнији меморијски подсистем до данас за систем z.